# Canal VTV Gasteiz
Canal VTV Gasteiz fue un canal de televisión temática de Vitoria (España). Fue la primera televisión local capaz de emitir contenidos en 3D. El canal cesó sus emisiones el 6 de noviembre de 2018. Emitía información deportiva, reportajes y eventos relacionados con la ciudad.

## Historia
El canal lo produce Sugar Factory, desde el año 2010.
El canal cesó las emisiones el día 6 de noviembre de 2018